# Rivière Arnoux
Pour les articles homonymes, voir Arnoux.
La rivière Arnoux est un affluent du lac Arnoux, coulant dans le territoire de la ville de Rouyn-Noranda, dans la région administrative de l’Abitibi-Témiscamingue, au Québec, au Canada.
La rivière Arnoux coule entièrement en territoire forestier. La foresterie constitue la principale activité économique de ce bassin versant ; les activités récréotouristiques, en second.
Annuellement, la surface de la rivière est habituellement gelée de la mi-novembre à la mi-avril, toutefois la circulation sécuritaire sur la glace se fait généralement de la mi-décembre à la fin mars.

## Géographie
La rivière Arnoux prend sa source à l’embouchure d’un petit lac non identifié (longueur : 140 m ; altitude : 348 m) dans le territoire de la ville de Rouyn-Noranda.
Les principaux bassins versants voisins de la rivière Arnoux sont :
- Côté nord : rivière Kanasuta, ruisseau du Chasseur, lac Duparquet ;
- Côté est : lac Dufault, rivière Kinojévis, lac Pelletier, lac Beauchastel ;
- Côté sud : lac Opasatica, rivière Granville ;
- Côté ouest : lac Dasserat, rivière Dasserat.

À partir de sa source, la rivière Arnoux coule sur 15,7 km, selon les segments suivants :
- 3,0 km vers le sud-est, en traversant deux petits lacs (altitude : 341 m et 338 m), jusqu’à un ruisseau (venant du nord) ;
- 2,0 km vers le sud, en traversant une zone de marais en début de segment, jusqu’à la rive nord d’un petit lac non identifié (altitude : 312 m) ;
- 2,3 km vers le sud-ouest, puis le sud, jusqu’à un ruisseau (venant de l’est) ;
- 2,9 km vers l'ouest, puis vers le sud, jusqu’à la décharge du lac MacKay (venant du sud-est) ;
- 5,5 km vers l'ouest, jusqu’à son embouchure[1].

La rivière Arnoux se décharge sur la rive est du lac Arnoux (altitude : 278 m). De là, le courant traverse le lac Arnoux vers l'ouest en contournant les deux presqu’îles s’avançant vers le nord en Y à partir de la rive sud. Le lac Arnoux se déverse au fond de la baie Arnoux laquelle constitue une extension de 2,4 km vers l'est du lac Dasserat.
L’embouchure de la rivière Arnoux est localisée à :
- 4,1 km à l’est de l’embouchure du lac Arnoux ;
- 11,0 km au sud-est de l’embouchure du lac Dasserat ;
- 44,0 km au sud de l’embouchure de la rivière Duparquet qui se déverse dans le Lac Abitibi ;
- 15,6 km à l’est de la frontière de l’Ontario ;
- 87,4 km au sud-est de l’embouchure du lac Abitibi (en Ontario) ;
- 21,5 km à l'ouest du centre-ville de Rouyn-Noranda.

À partir de l’embouchure de la rivière Arnoux, le courant traverse sur 12,1 km le lac Dasserat, d’abord vers l'ouest en traversant la baie Arnoux, puis vers le nord en traversant le lac Dasserat. À l’embouchure de ce lac, le courant prend le cours de la rivière Kanasuta vers le nord, jusqu’à la rive sud du lac Duparquet. De là, le courant traverse le lac Duparquet vers le nord jusqu’à emprunter le cours de la rivière Duparquet laquelle se déverse sur la rive sud du lac Abitibi. Puis le courant emprunte le cours de la rivière Abitibi, puis de la rivière Moose.

## Toponymie
Le toponyme rivière Arnoux a été officialisé le 5 décembre 1968 à la Commission de toponymie du Québec, soit lors de la création de cette commission.